# Live at the Roxy (album de Michel Polnareff)
Pour l’article homonyme, voir Live at the Roxy.
Albums de Michel Polnareff
La compilation
(1995) Les Premières Années
(1997)
Live at the Roxy est un album live de Michel Polnareff, enregistré le 27 septembre 1995 devant 500 personnes au Roxy, à Los Angeles, et sorti en 1996.

## Historique
Live at the Roxy restitue honorablement les classiques du chanteur et l'on a même droit à un inédit instrumental, justement appelé Lee Neddy. L'album rencontre un succès commercial, en étant numéro un des meilleures ventes d'albums et est certifié disque de platine avec plus de 300 000 exemplaires vendus. À la sortie de l'album, le sticker promotionnel rouge collé sur le recto du boitier du CD annonçait "18 de ses meilleurs titres en public dont un inédit et une nouvelle version de "Tout, tout pour ma chérie".

## Liste des titres
| No  | Titre                      | Durée |
| --- | -------------------------- | ----- |
| 1.  | La Mouche                  | 4:02  |
| 2.  | L'Amour avec toi           | 3:16  |
| 3.  | Je t'aime                  | 4:33  |
| 4.  | Holidays                   | 3:35  |
| 5.  | Lettre à France            | 5:08  |
| 6.  | Qui a tué grand-maman ?    | 2:50  |
| 7.  | Je suis un homme           | 5:03  |
| 8.  | La Poupée qui fait non     | 4:09  |
| 9.  | Goodbye Marylou            | 5:21  |
| 10. | Dans la rue                | 3:19  |
| 11. | On ira tous au paradis     | 4:52  |
| 12. | Le Bal des Laze            | 5:44  |
| 13. | Tam tam (l'homme préhisto) | 5:43  |
| 14. | Love Me, Please Love Me    | 4:00  |
| 15. | Âme câline                 | 2:47  |
| 16. | Lee Neddy (instrumental)   | 2:22  |
| 17. | Ça n'arrive qu'aux autres  | 2:27  |
| 18. | Tout, tout pour ma chérie  | 4:10  |

## Classements hebdomadaires
| Classement (1996)            | Meilleure place |
| ---------------------------- | --------------- |
| France (SNEP)                | 1               |
| Belgique (Wallonie Ultratop) | 11              |